# Монтерондо Маритимо
Монтерондо Маритимо (итал. Monterotondo Marittimo) је насеље у Италији у округу Гросето, региону Тоскана.
Према процени из 2011. у насељу је живело 994 становника. Насеље се налази на надморској висини од 536 м.

## Становништво
Према резултатима пописа становништва 2011. у општини је живело 1.414 становника.
| 1931. | 1936. | 1951. | 1961. | 1971. | 1981. | 1991. | 2001. | 2011. |
| ----- | ----- | ----- | ----- | ----- | ----- | ----- | ----- | ----- |
| 2.745 | 2.286 | 3.129 | 2.664 | 1.775 | 1.560 | 1.391 | 1.210 | 1.414 |